# HSV Groß Born
Heeressportverein Groß Born was een Duitse voetbalclub uit Groß Born, dat tegenwoordig het Poolse Borne Sulinowo is.

## Geschiedenis
De club speelde voorheen als HSV Hubertus Kolberg uit de stad Kolberg (tegenwoordig Kołobrzeg). In november 1943 verhuisden de legertroepen naar Groß Born en zo werd de naam HSV Groß Born aangenomen. Thuiswedstrijden werden echter in het 20 km verderop gelegen Neustettin gespeeld. In 1943/44 werd de club kampioen van de Gauliga Pommeren en kon zo deelnemen aan de eindronde om de landstitel. In de 1/8ste finale versloeg de club VfB Königsberg met 3-10. In de kwartfinale won de club nipt met 3-2 van Hertha BSC. In de halve finale was LSV Hamburg echter te sterk. De wedstrijd om de derde plaats tegen 1. FC Nürnberg werd niet meer gespeeld omwille de omstandigheden van de Tweede Wereldoorlog. De club verdween samen met het Derde Rijk.

## Spelers van het nationaal elftal
- Edmund Conen
- Alexander Martinek
- Otto Rohwedder